# 玉置勉強
玉置 勉強（たまおき べんきょう、1973年4月6日 - ）は、日本の漫画家。男性。東京都新宿区生まれ、世田谷区育ち。東京都立青山高等学校、多摩美術大学美術学部デザイン科卒。
1994年に成年向け漫画誌『漫画クリスティ』平成7年1月冬号（光彩書房）にて短編『フリーク・アウト』（単行本『エロい本』所収）でデビュー後、1998年に『恋人プレイ』（講談社『ヤングマガジンアッパーズ』連載）で一般向け漫画誌にも進出。成人向け漫画誌と一般向け漫画誌で並行して作品を発表しており、2005年頃以降は一般向け漫画誌での活動に専念していたが、2022年に再び成人向け作品を発表している。別名義「ゴリラスロウ」としても活動している。
沙村広明は大学の先輩で、単行本にもしばしば沙村からイラストが寄せられている。

## 作品リスト

### 漫画

#### 一般向け
(末尾※の作品は電子書籍版あり)
- 『恋人プレイ』 （講談社『ヤングマガジンアッパーズ』、〈アッパーズKC〉、全2巻）
  1. 1998年11月発売、ISBN 4-06-346003-7
  2. 1999年4月発売、ISBN 4-06-346015-0

  - 『恋人プレイ』 （幻冬舎コミックス〈幻冬舎コミックス漫画文庫〉、全2巻）
    1. 2007年9月発売、ISBN 978-4-34481-113-3
    2. 2007年9月発売、ISBN 978-4-34481-114-0
- 『BLOOD THE LAST VAMPIRE 2000』 （2001年、角川書店『月刊エースネクスト』、全1巻） - メディアミックス作品
- 『東京赤ずきん』 （2004年 - 2006年、幻冬舎『コミックバーズ』、全4巻） ※
- 『ねくろまねすく』 （幻冬舎『コミックバーズ』、〈バーズコミックス〉、全3巻）
  1. 2007年10月24日発売[5]、ISBN 978-4-34481-124-9
  2. 2008年10月24日発売[6]、ISBN 978-4-34481-451-6
  3. 2009年8月24日発売[7]、ISBN 978-4-34481-726-5
- 『彼女のひとりぐらし』 （2009年 - 2012年、幻冬舎コミックス『コミックバーズ』、全3巻） ※
  - 『彼女のひとりぐらし 大盛』 （幻冬舎コミックス〈バーズコミックススペシャル〉、全1巻、上記『彼女のひとりぐらし』1‐3巻と未収録話の合冊本）
    1. 2017年5月24日発売[8]、ISBN 978-4-34483-993-9

  - 『彼女のひとりぐらし ツーアウト満塁』 （幻冬舎コミックス『デンシバーズ』、〈バーズコミックススペシャル〉、全1巻） ※
    1. 2017年5月24日発売[9]、ISBN 978-4-34483-994-6
- 『ちゃりこちんぷい』 （原作：坂井音太、集英社『スーパージャンプ』→『グランドジャンプPREMIUM』、〈ヤングジャンプコミックスGJ〉、既刊2巻、未完で事実上連載終了）
  1. 2012年1月19日発売[10]、ISBN 978-4-08879-266-8
  2. 2012年10月19日発売[11]、ISBN 978-4-08879-449-5
- 『親父の愛人と暮らす俺』 （幻冬舎コミックス『コミックバーズ』→『デンシバーズ』、〈バーズコミックスデラックス〉、全3巻） ※
  1. 2014年2月24日発売[12]、ISBN 978-4-34483-049-3
  2. 2015年2月24日発売[13]、ISBN 978-4-34483-363-0
  3. 2016年2月24日発売[14]、ISBN 978-4-34483-648-8
- 『猫まち主従』 （講談社『NEMESIS』、〈シリウスKC NEMESIS〉、全2巻） ※
  1. 2015年2月9日発売[15]、ISBN 978-4-06376-524-3
  2. 2016年2月9日発売[16]、ISBN 978-4-06390-604-2
- 『ちっくたっく』 （秋田書店『ヤングチャンピオン』、〈ヤングチャンピオンコミックス〉、全1巻） ※
  1. 2015年2月20日発売[17]、ISBN 978-4-253-14329-5
- 『パフェが好きでもいいじゃない』 （小学館『月刊!スピリッツ』、〈ビッグスピリッツコミックススペシャル〉、全1巻） ※
  1. 2017年6月12日発売[18]、ISBN 978-4-09189-590-5
- 『えっち すけっち わんたっち～僕がおしっこに目覚めるまで～』 （秋田書店『ヤングチャンピオン烈』 2017年No.12 - 2018年No.9完結、〈ヤングチャンピオン烈コミックス〉、全1巻） ※
  1. 2018年11月20日発売[19]、ISBN 978-4-253-25536-3
- 『絶対に下着がみえない花屋敷さんの研究と考察』 （原作：野平花男、集英社『グランドジャンプめちゃ』・『グランドジャンプPREMIUM』で不定期連載、〈ヤングジャンプコミックスGJ〉、全1巻） ※
  1. 2019年5月17日発売[20]、ISBN 978-4-08891-196-0
- 『クロズキン』 （ウェブ漫画『マグコミ』、マッグガーデン〈マッグガーデンコミックス Beat’sシリーズ〉、連載中、既刊1巻） ※
  1. 2019年8月10日発売[21]、ISBN 978-4-80000-885-5
- 『ツインズシング』 （ジーオーティー〈MeDu COMICS〉、ゴリラスロウ名義、全2巻）※
  1. 2020年11月30日発売[22]、ISBN 978-4-82360-110-1
  2. 2021年8月31日発売[23]、ISBN 978-4-82360-214-6
- 『ほろ宵セレナーデ』 （2020年12月23日発売[24]、白泉社〈楽園コミックス〉、ISBN 978-4-59271-178-0）※
- 『玉置勉強短編集 ザ・ドラッグス・ドント・ワーク』 （2022年5月31日発売[25]、ジーオーティー〈MeDu COMICS〉、ISBN 978-4-82360-321-1）※
- 『突発的クリエイトファミリー』（ジーオーティー〈MeDu COMICS〉、全2巻）※
  1. 2023年4月1日発売[26]、ISBN 978-4-82360-457-7
  2. 2024年3月1日発売[27]、ISBN 978-4-82360-630-4
- 『デスサイズキューティー』（小学館〈ビッグコミックス〉、既刊1巻）※
  1. 2024年3月12日発売[28]、ISBN 978-4-09-862745-5

未単行本化
- うみそらノート（芳文社『まんがタイムLovely』）
- あわせてイッぽん（講談社『別冊ヤングマガジン』 2007年Vol.21 - Vol.23）
- 下着がお好き？それとも…（読切作品、集英社『オースーパージャンプ』 2007年11月号）
- You’ll never walk alone.（読切作品、講談社『アフタヌーンシーズン増刊』 Vol.08 Autumn、2012年）
- THE DRUGS DON’T WORK（読切作品、ジーオーティー『MeDu』2023年11月15日）
- ねこみたいなのとわたし（読切作品、集英社『週刊ヤングジャンプ』2024年44号）

#### 成人向け
1. 『エロい本』 1995年10月発売、一水社〈いずみコミックス〉、ISBN 4-87076-213-7
2. 『ポルノ畑でつかまえて』 1996年4月発売、一水社〈いずみコミックス〉、ISBN 4-87076-233-1
3. 『鼻血ブー』 1996年11月初版発行、一水社〈いずみコミックス〉、ISBN 4-87076-268-4
4. 『肉汁』 1997年4月発売、一水社〈いずみコミックス〉、ISBN 4-87076-303-6
5. 『ちょこ♥みんと』 1997年12月発売、一水社〈いずみコミックス〉、ISBN 4-87076-326-5
6. 『メロドラマティック』 1998年10月発売、ワニマガジン社〈ワニマガジンコミックス〉、ISBN 4-89829-364-6
7. 『セックス2000』 2000年4月発売、一水社〈いずみコミックス〉、ISBN 4-87076-419-9
8. 『よせてあつめて』 2001年4月発売、一水社〈いずみコミックス〉、ISBN 4-87076-458-X
9. 『ハード・アクメ』 2003年6月発売、一水社〈いずみコミックス〉、ISBN 4-87076-536-5
10. 『夜伽ばなし』 2004年7月17日発売[30][31]、コアマガジン〈メガストアコミックス031〉、ISBN 4-87734-746-1
11. 『となりのお姉さん』 2005年5月30日発行（2005年6月発売）、二見書房〈すずらんコミックス〉、ISBN 4-576-05096-6 - 再録本
12. 『召しませ花を』 2022年1月20日発売[32]、コアマガジン〈MEGASTORE WEB COMICS〉、電子書籍のみ
13. 『叙情と色情』2023年7月20日発売、コアマガジン〈メガストアコミックス734〉、ISBN 978-4-86653-724-5

未単行本化
- ラヴェンダー（読切作品 『P-NUTS』 No.2〈1996年〉、光彩書房）
- これでいいのだ（読切作品 『P-NUTS』 No.3〈1996年〉、光彩書房）

### その他
- 『Gonna Be??』 （2002年、GROOVER、パソコンゲーム） - 原画
- 『ガッデーム&ジュテーム』 （2004年、CIRCUS、パソコンゲーム） - 原画
- 『紅はくれなゐ』 （2009年、メディアワークス〈電撃文庫〉、著：鷹羽知）- 挿絵
- 『なぜなら雨が降ったから』 （2014年、講談社、著：森川智喜）- 装画